# Семерхет
Семерхет («Дружественный Коллегии Богов») — фараон I династии Раннего царства Древнего Египта, правивший около 9 лет (ок. 2900—2890 до н. э.).
В Абидосском списке его личное имя отмечено как Семсу (?). Современное имя Несу-Бити-Небти — Ири-Нечер («Принадлежащий (к) Богу»), Туринский папирус говорит о — Семсем (Семуи). Манефон передаёт его как Семемпсес. От его правления сохранился ряд малозначительных артефактов.

## Правление
Возникли некоторые сомнения относительно легитимности следующего царя I династии — Семерхета. Его гробница содержит ряд каменных сосудов его предшественника, которые вновь были переписаны для Семерхета. Это навело некоторых учёных на мысль, что Семерхет возможно был узурпатором. Тем не менее было справедливо указано, что каменные сосуды из ступенчатой пирамиды в Саккаре, несущие последовательность четырёх царских имён (Ден — Анеджиб — Семерхет — Ка-а) свидетельствуют против такого толкования. Совсем недавно найденные печати из некрополя Ка-а, не оставляют сомнения в легитимности правления Семерхета, по крайней мере в глазах его преемника.
Правление Семерхета было, наверное, самым коротким из первой династии. Каирский фрагмент летописи позволяет обеспечить полноту записей его восьми с половиной лет на египетском престоле. К сожалению, события, записанные в летописи являются не более чем обычаем церемоний сана царя (например: двухгодичное — «Следование Хора» и ритуал появления царя) и сотворение или посвящение божественных образов. Годовой ярлык Семерхета из гробницы Ка-а регистрирует планирование здания, названного Херу-иб-Нечеру, возможно, погребальной ограды в Абидосе.
Торговля с Ближним Востоком была сохранена во время его правления, хотя и в уменьшенном масштабе по сравнению с серединой первой династии. Фрагменты десяти или одиннадцати импортированных сирийско-палестинских сосудов были найдены в гробнице Семерхета, а также в современных могилах Абусира содержащие окрашенные обработанные колбы, типичные для раннего бронзового века, сосуды из Сирии-Палестины. Годовой ярлык упоминает, что ранее был прикреплен к сосуду с маслом, на нём написано: «первый качественный выбор масла из цветов». Было высказано предположение, что масло может быть импортировано из Ливии.
Согласно Манефону, Семемпсес правил 18 лет, мастаба Семерхета расположена на некрополе Умм-эль-Кааб в Абидосе.